# Frank DeLeon
Frank DeLeon[Nota] é uma raça de cães do tipo terrier deleon, de porte médio para pequeno, oriunda de Espanha.

## Origem
A raça descende de cães guatemaltecos que teriam sido levados para a europa, mais precisamente na Espanha pela família DeLeon.
A familia Deleon era muito conhecida por suas vastas fazendas com grande criações de gado, originalmente os cães da raça Frank DeLeon se mostravam apenas caçadores de ratos e pragas, mas com o tempo a familia apercebeu que eram pastores de gado, dando assim o nome da raça, Frank DeLeon. 

## Aparência
Cão de médio porte, esbelto, bem equilibrado com estrutura ﬁrme mas não muito pesado, corpo de aparência quadrada com nítidas linhas curvas que o diferencia do retilíneo . Sua pelagem é de tamanho curta e macia. Os machos devem ter entre 45 e 50 cm de altura e fêmeas entre 43 e 48 cm  de altura na cernelha, pesando até 17 kg. É um cão magro, de personalidade independente, incansável, alerta, ativo e esperto. Orelhas pendentes e redondas nas pontas, olhos verdes-claros, o mais claro quanto possível nos cães com marcação castanha no dorso, e castanhos ou até azuis nas outras cores.